# Манастир Светог Симона Кожара
Манастир Светог Симона Кожара (арап. كنيسة القديس سمعان) манастир је Коптске оријентално-православне цркве у Каиру. Налази се на територији каирског кварта Маншијат Насир, посвећен је Светом Симону Обућару, који је ту живјео у 10. вијека и поштује се због спасења хиљаду вјерника.
Манастир је изграђен у горњем дијелу кварта, састоји се од неколико цркава и капела, које се налази у зградама, пећинама и планинама.
На стрним зидовима пећина урезани су и насликани разни прикази јеванђелских и библијских тема. Унутар пећине се налази светилиште са моштима Светог Симона, које су откривене у једној од цркава у старом дијелу Каира током археолошких ископава у августу 1991. године.
На овом простору се такође налазе вртић за дјецу, школа и велики број добротворних хришћанских институција.
Саборни храм Свете Марије Дјевице и Светог Симона дио је комплекса храмова манастира и највећа је хришћанска вјерска структура на Блиском и Средњем истоку и може да прими до 10.000 људи.

## Спошашње везе
- (језик: енглески) The Monastery of St. Simon the Tanner